# 荒川 (関東)
荒川（あらかわ）は、埼玉県・東京都を流れ、東京湾に注ぐ河川。一級水系である荒川水系の本流で一級河川に指定されている。水系として、流路延長173 km、流域面積2,940 km2。川幅（両岸の堤防間の距離）は御成橋（埼玉県鴻巣市・吉見町）付近で2,537 mと日本最大。江戸時代に行われた河川改修である荒川西遷事業（荒川の瀬替えとも）により流れを変えられた歴史を持つ。

## 概要
埼玉県、山梨県、長野県の三県が境を接する甲武信ヶ岳（こぶしがたけ、奥秩父）に源を発し、秩父山地の水を集めながら秩父盆地まで東に流れる。秩父盆地から長瀞渓谷まで北に、その先は東に流れて大里郡寄居町で関東平野に出る。熊谷市で南南東に向きを変え、川越市で入間川を併せる。戸田市から再び東流、埼玉・東京の都県境を流れ、北区の新岩淵水門で隅田川を分ける。その後、足立区で向きを変えて再度南流し、江東区と江戸川区の区境で東京湾に注ぐ。
源流域を抜けた先から熊谷市までは国道140号及び秩父鉄道秩父本線が、熊谷市から埼玉・東京の県境付近までは国道17号（中山道）・首都高大宮線及びJR東日本高崎線→埼京線（・東北新幹線）が、県境から河口までは首都高中央環状線がほぼ並走しており、いずれも重要な幹線となっている。

### 源流点
荒川の源流点は甲武信ヶ岳山頂直下の甲武信小屋から少し下った地点に位置する。ここには「荒川源流点」の石標があるほか、甲武信小屋の敷地内には1986年（昭和61年）の荒川総合調査の際に建立された「荒川水源の碑」がある。
ただし、荒川の水の湧き出し口には季節変動があり、渇水期でも水が確認できる箇所を源流点としたため、これよりも上流部で水が確認できることがある。
一方、幹川流路延長の最初となる管理起点は8kmほど下流の入川と赤沢の合流部にあり、ここには「荒川起点」の碑が設置されている。

### 一級河川としての荒川
起点は入沢と赤沢の合流点で、ここに「一級河川荒川起点の碑」がある。終点は中川との合流点で、ここに「河口から0 km」のキロポストがある。元々は荒川の河口があった場所であり、周辺の埋め立ての進行に伴い荒川の河川区域が沖合いに向かって伸びて行った。この入沢と赤沢の合流点から中川との合流点までの流路延長173 kmが、一級河川としての荒川である。一方、河川としての流れは「河口」からもしばらく続き、特に右岸は5 kmほど下って若洲海浜公園の突端に至る。

### 案内標識のローマ字（英語）表記における荒川
国土交通省道路局ではArakawa riverとしており二重表現となっている。これは「地名などの固有名詞はヘボン式ローマ字で、山や川などの普通名詞は英語で表示する。ただし、慣用上固有名詞の一部として切り離せないものについては個別に検討する。」という表記法による。

### 語源
字の通り、過去に幾度となく荒れ、地域に水害をもたらしたことから、「荒川」と呼ばれるようになった。

### 水位
荒川水系では特殊基準面として東京都中央区新川2丁目地先に設置された霊岸島量水標の最低潮位を基準としている（A.P.(Arakawa Peil)）。

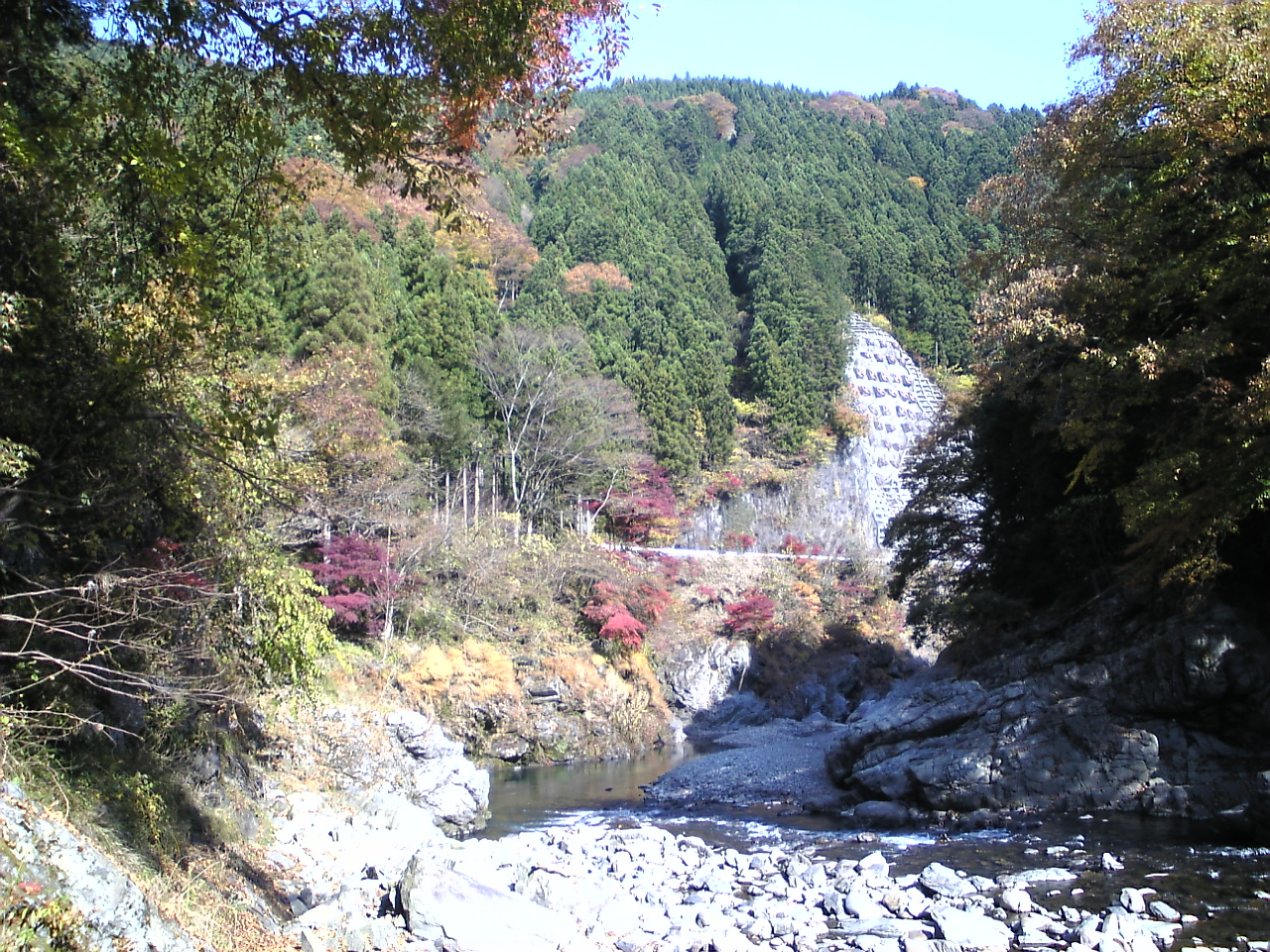
道の駅大滝温泉付近より
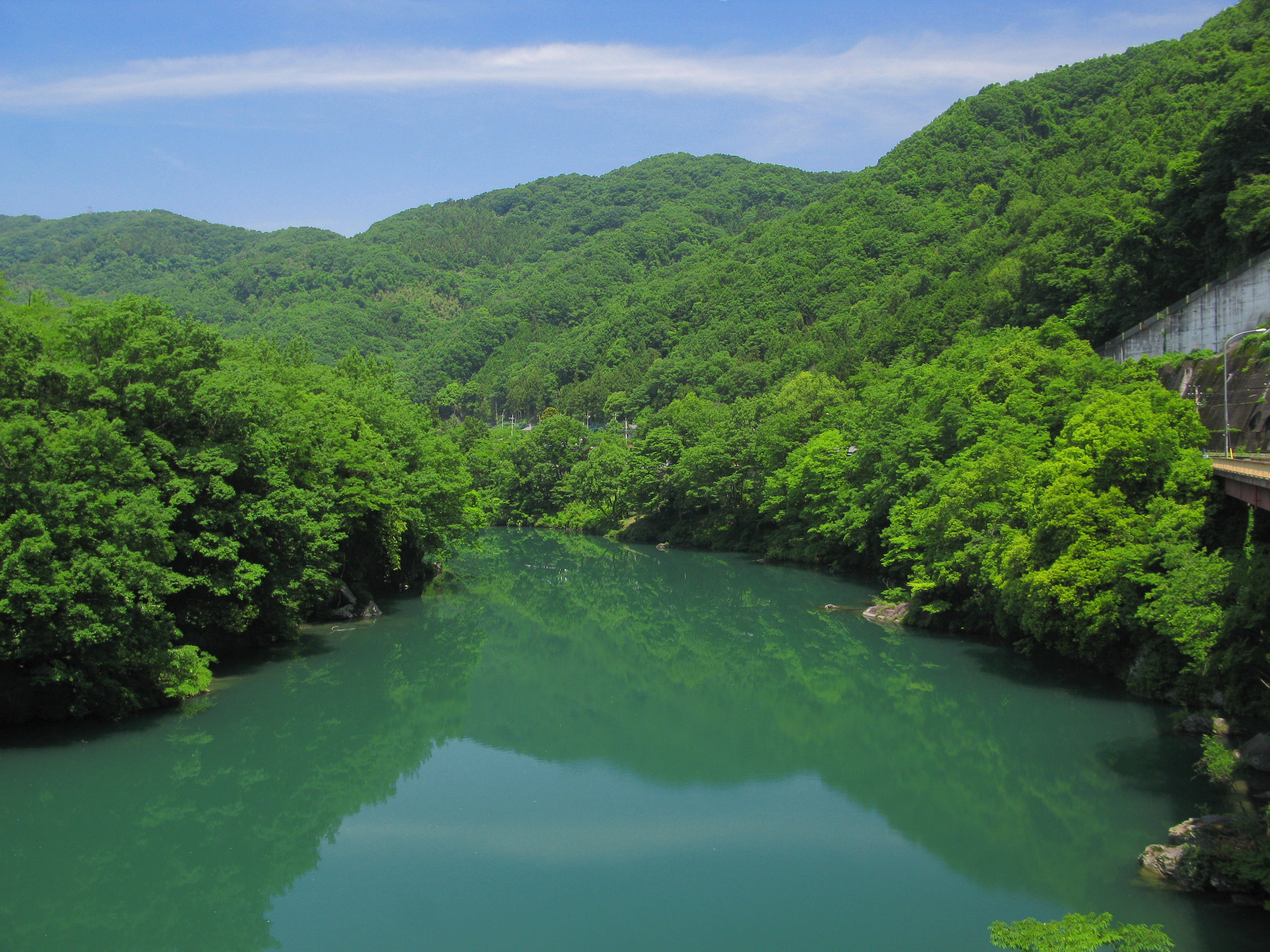
埼玉県長瀞町矢那瀬地区より上流方向を望む
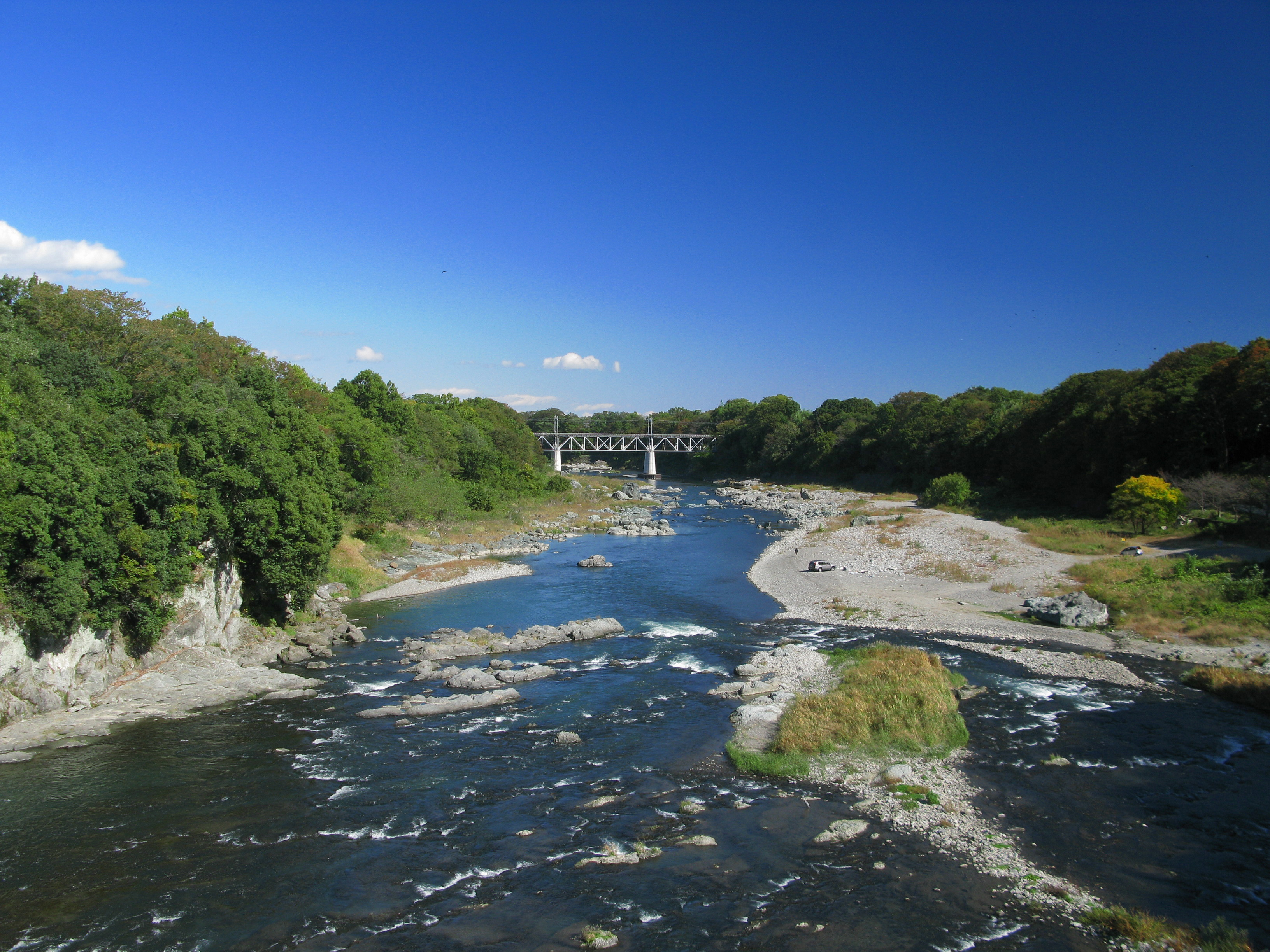
正喜橋より下流方向を望む（埼玉県寄居町）
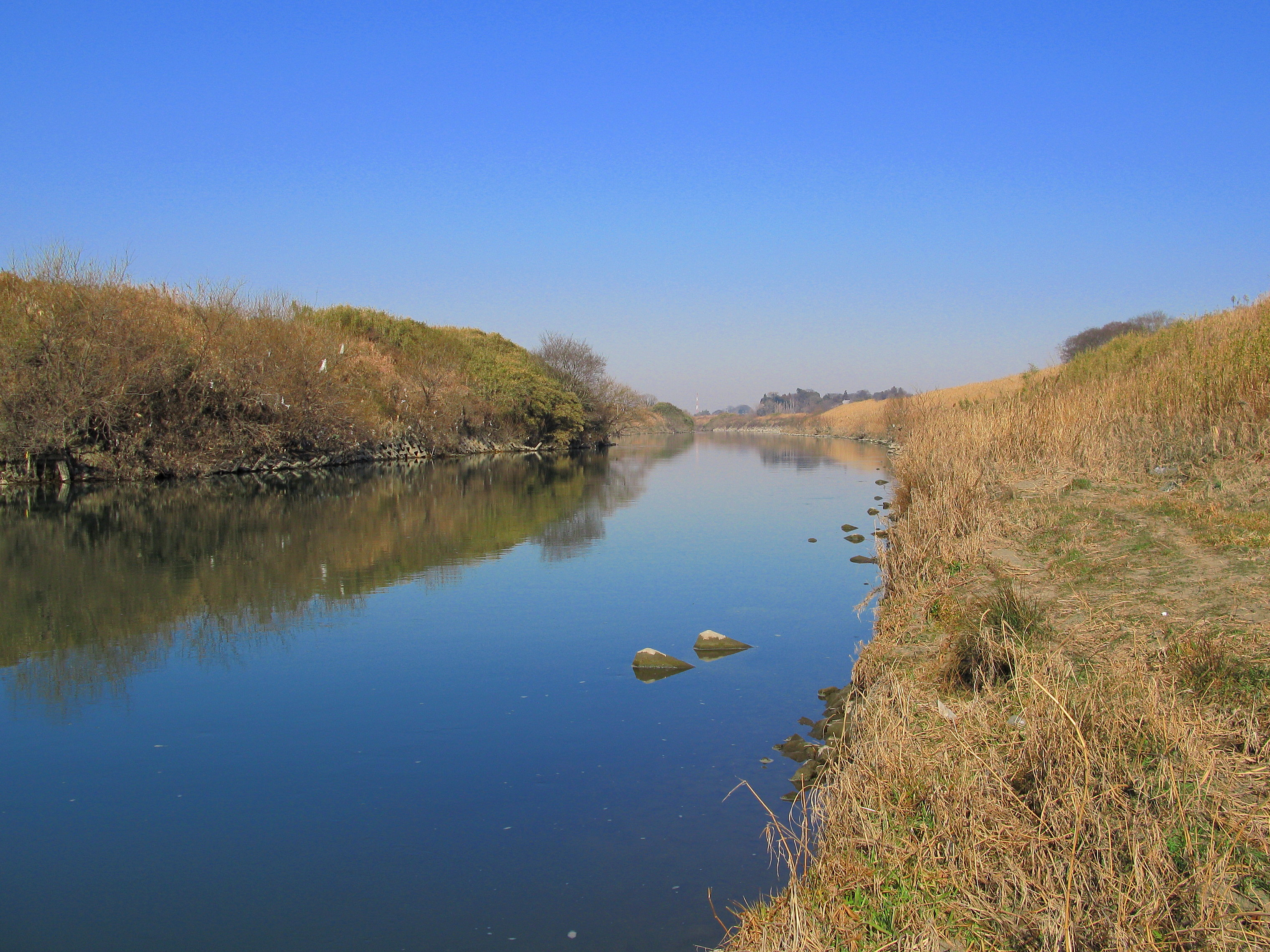
埼玉県桶川市樋詰橋付近より上流方向を望む
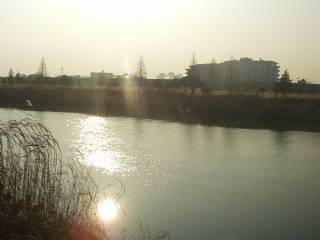
さいたま市を流れる荒川
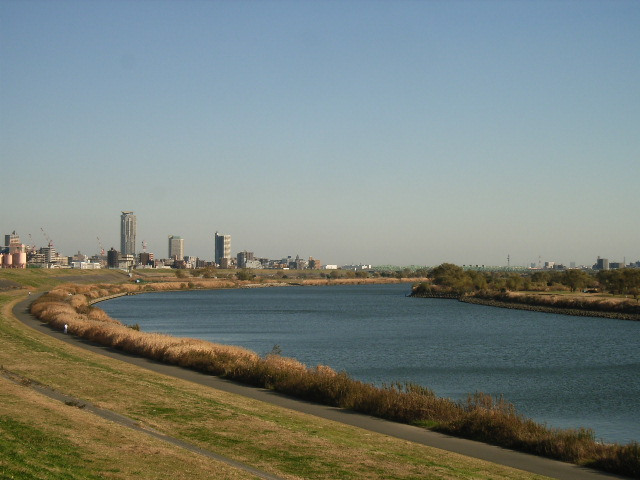
埼玉県戸田市川岸1丁目より川口市方面を望む
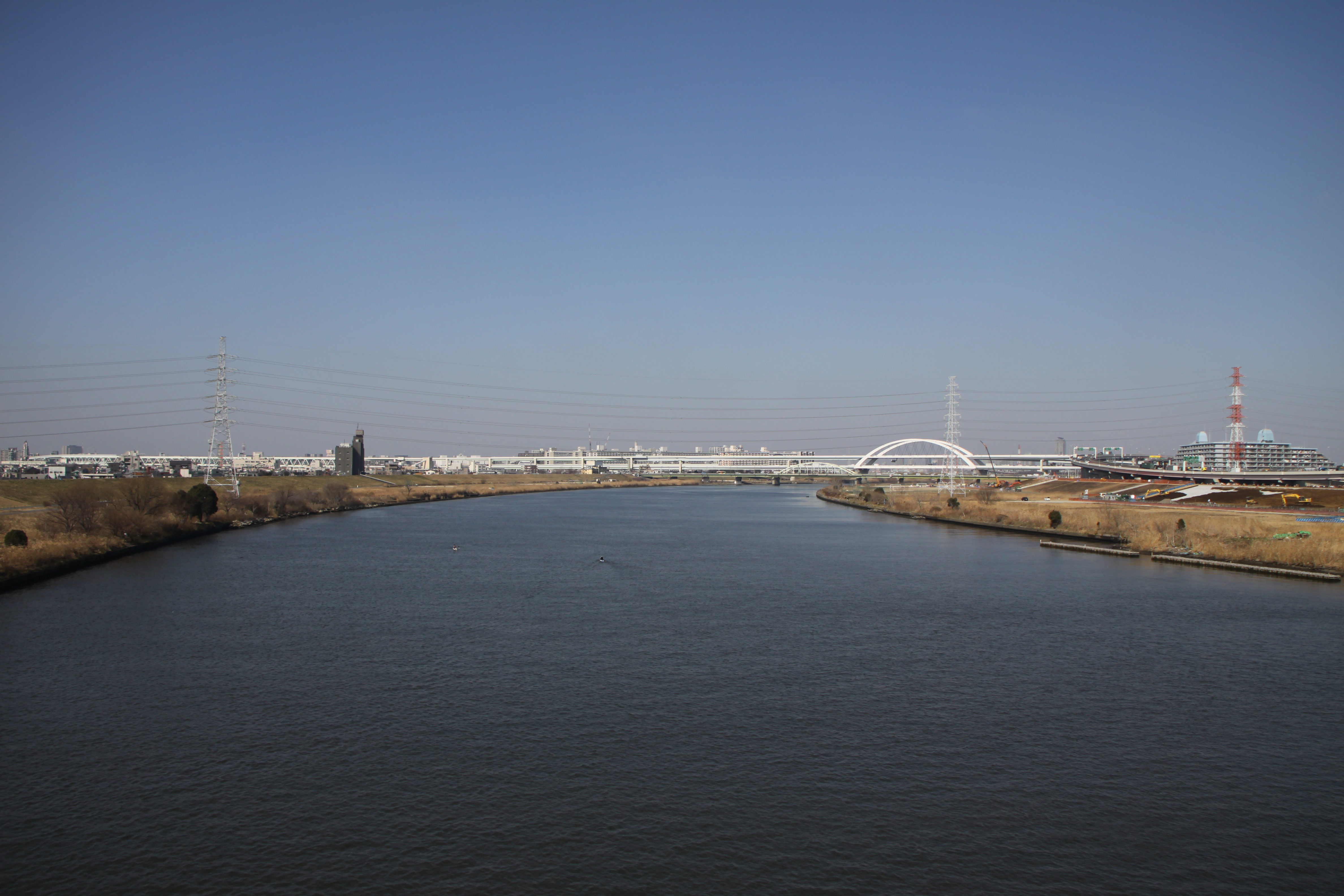
扇大橋から江北橋方面を望む
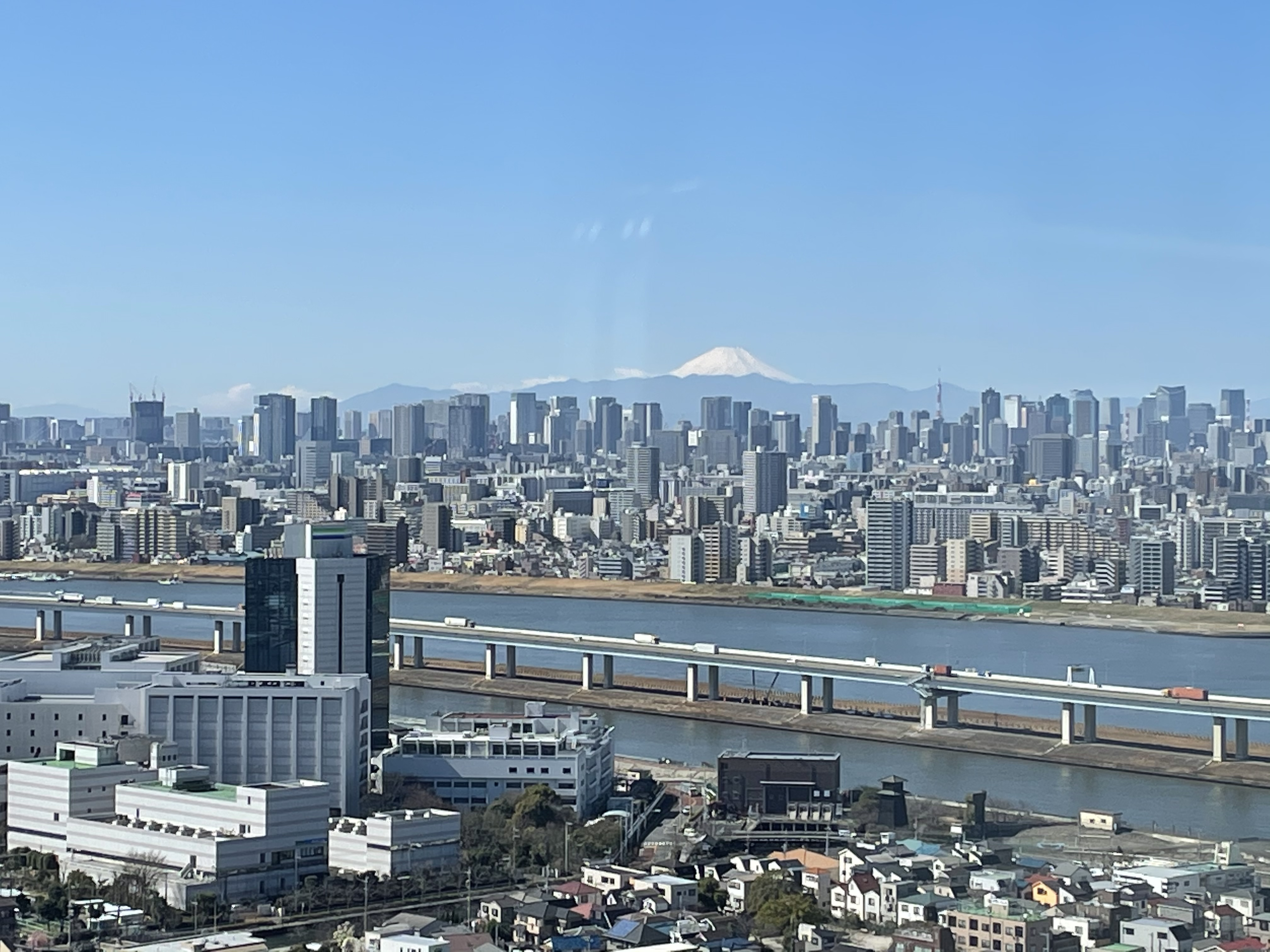
並流する中川（手前）と荒川（奥）。タワーホール船堀から撮影。
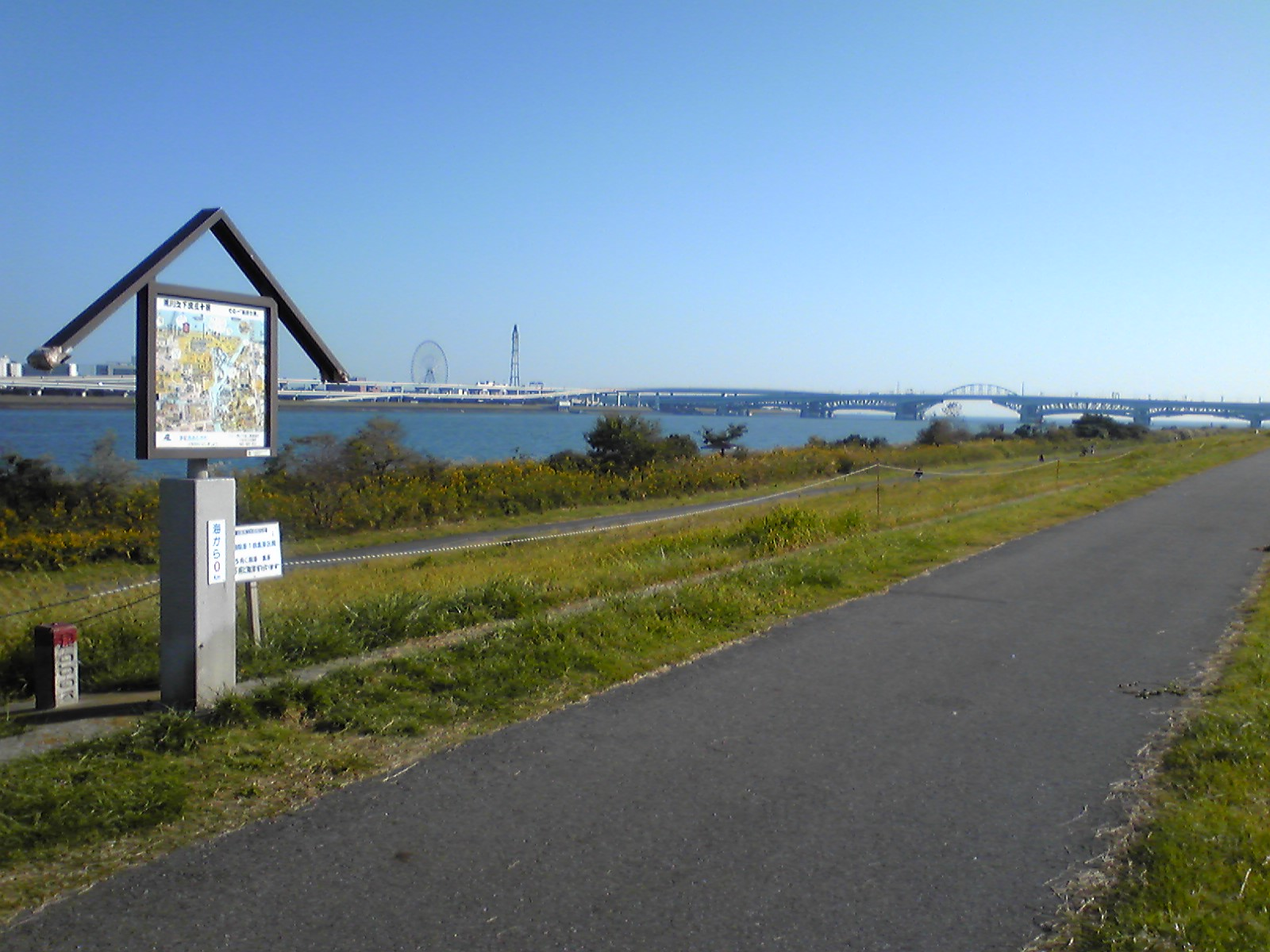
東京都江東区の0.00 km標識から、さらに下流を望む。
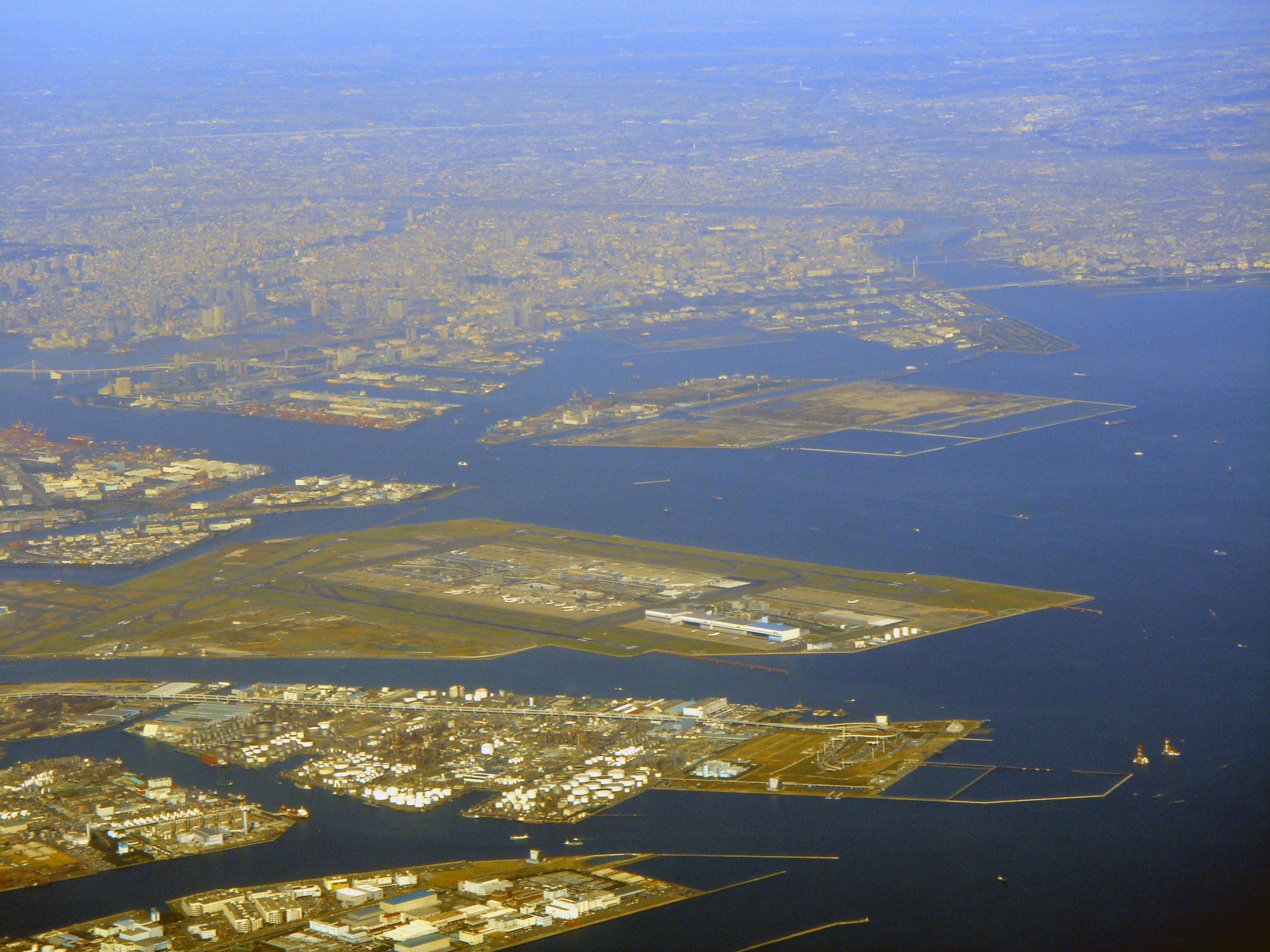
羽田空港の奥（北）に中央防波堤外側埋立地と荒川河口を望む（定期航空機より）。

## 歴史
荒川は古くから利根川の支流で、関東平野に出た後、扇状地を作り、扇端の東縁（現在の埼玉県熊谷市 - 行田市）で利根川と合流していた。利根川の中下流（荒川との合流後）は5000年前頃までは現在の荒川の流路を通り東京湾へ注いだが、3000年前頃からは、現在の埼玉県加須市方向へ向った後、中川低地へ入り、南流して東京湾（江戸湾）へ注ぐようになった。利根川と荒川は河道が安定せず、また次第に並行した流路となり両者の合流点は下流へ移動した。荒川の名も暴れ川を意味し、有史以来、下流域の開発も遅れていた。
荒川本流が今の綾瀬川を流れていた時代もあるが、戦国時代に水路が掘られて東の星川に繋がれ、綾瀬川と分流した。江戸時代初期頃は荒川は現在の元荒川の川筋を通り、現在の埼玉県越谷市・吉川市付近で利根川と合流した。

### 荒川西遷事業
1629年（寛永6年）に関東郡代の伊奈忠治らが現在の熊谷市久下で河道を締切り、現在の元荒川を流下していた河道を、和田吉野川の河道に付け替えて入間川筋に落ちるように瀬替えを行なった。なお現在、元の河道は、締め切られた熊谷市久下で地下水湧水（現在は人工揚水）を源流とし、吉川市で中川と合流する元荒川となっている。
付け替え後の荒川（元の入間川）は、下流で現在の隅田川の河道を流下し東京湾へ注ぐこととなった。この部分は流速が遅く、台風で大雨が降るとしばしば溢れて江戸の下町を水浸しにした。明治時代の調べでは、大雨の際、熊谷市と川口市で最高水位に達する時刻の差が48 - 60時間あった。洪水が人や家を押し流すことはないが、浸水による家屋と農作物の被害は深刻であった。しかし、荒川の河川舟運にとってはこの瀬替えによって水量が増えたことにより物資の大量輸送が可能となり、交通路としての重要性を高めた。

### 荒川放水路
荒川放水路（あらかわほうすいろ）は、荒川のうち、岩淵水門から江東区・江戸川区の区境の中川河口まで開削された人工河川を指す。途中、足立区千住地区、および墨田区・葛飾区の区境を経由し、全長22 km、幅約500 mである。1913年（大正2年）から1930年（昭和5年）にかけて、17年がかりの難工事であった。

#### 計画に至る過程
1910年（明治43年）8月5日頃から関東地方では長雨が続き、11日に房総半島をかすめて太平洋上へ抜けた台風と、14日に山梨県甲府市から群馬県西部を通過した台風が重なり、荒川（現・隅田川）を含む利根川や多摩川などの主要河川が軒並み氾濫し、死者769人、行方不明78人、家屋全壊2,121戸、家屋流出2,796戸に上る関東大水害が発生した。利根川左岸上五箇・下中森の破堤により群馬県邑楽郡一帯に被害が集中したほか、右岸でも中条堤の破堤によって利根川、荒川の氾濫流は埼玉県を縦断。死者202人・行方不明39人・家屋全壊610戸・家屋流出928戸に及ぶ甚大な被害を引き起こした。また、利根川や多摩川水系も含んだ東京府全体の被害総数は、死者41人・行方不明7人・家屋全壊88戸・家屋流出82戸であった。長年豪雨災害によって被害を受けていたこともあり、翌1911年（明治44年）、政府は根本的な首都の水害対策の必要性を受け、利根川や多摩川に優先して荒川放水路の建設を決定する。
内務省によって調査、設計の準備を進め、土木技官の青山士らを責任者に用地買収が済んだ箇所から逐次工事に着手したのは1913年（大正2年）のことである。
この用地買収は実に1000ヘクタール、1300戸に及ぶ。これにより、南葛飾郡の大木村、平井村、船堀村の3村が地方自治体としては廃止となり、周辺の町村へ編入されていった。

#### 難工事

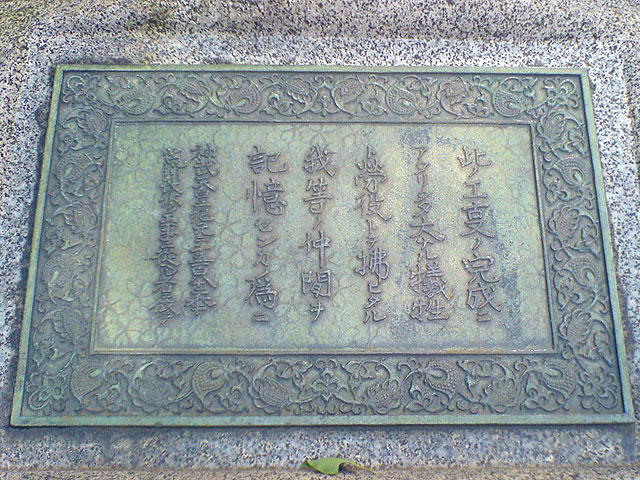
荒川放水路完成時の青山士らによる記念碑

結局、この工事は当初の10年という予定期間を大幅に超え、関連工事が完全に完了するまで17年間という歳月を要し、3,200万円あまりの工事費を費やした。これは最初に計上された総予算1,200万円の実に2.5倍に及んだ。さらに総数300万人以上を工事に動員し、出水や土砂崩れなど多くの災害により、30名近くの犠牲者も出した。
工事の大半が手作業であり、蒸気掘削機やトロッコ、浚渫船も実用化されていたものの、油圧ショベルやブルドーザーやダンプカーの様な重機は無かった。また工事中も幾度も台風に襲われ、中でも1917年（大正6年）9月30日の東京湾台風では、記録的な高潮に見舞われ、工事用機械や船舶を流出する他、関東大震災では各地の工事中の堤防への亀裂、完成したばかりの橋梁の崩落など枚挙に暇がない。さらに第一次世界大戦に伴う不況・インフレーションも、難工事に拍車をかけた。

#### 完成後
1924年（大正13年）の岩淵水門完成により放水路への注水が開始され、浚渫工事など関連作業が完了したのは1930年（昭和5年）のことである。以後東京は洪水に見舞われることは無くなった。その後も荒川放水路により分断された中川の付け替えや、江戸川放水路の掘削が行われ、ほぼ東京周辺の流路が完成することとなる。
1938年（昭和13年）9月1日、台風接近と高潮が重なり荒川放水路を挟んで城東区、向島区、葛飾区、江戸川区一帯が冠水。約50,000戸が浸水し、250,000人が孤立。
「荒川放水路」は1965年（昭和40年）に正式に荒川の本流とされ、それに伴い岩淵水門より分かれる旧荒川全体が「隅田川」となった。それまでは現在の千住大橋付近までが荒川、それより下流域が隅田川と区別されていた。
また、この部分を横断する鉄道は地下鉄を含め地下（トンネル）ではなく、全て橋梁で横断している。なお、荒川全体では埼玉高速鉄道線が赤羽岩淵駅 - 川口元郷駅間で、新荒川大橋（国道122号）のすぐ西側を唯一地下で抜けている。

### 治水利水施設
第二次世界大戦後、1947年（昭和22年）のカスリーン台風により荒川流域は大きな被害を受けた。建設省関東地方建設局（現・国土交通省関東地方整備局）はダムによる洪水調節を図り、二瀬ダムが本川に建設された。1964年（昭和39年）には東京都が記録的な渇水に見舞われ（東京砂漠）、利根川より緊急的に導水を図り対処した。
その後、1965年（昭和40年）に秋ヶ瀬取水堰を建設、さらに荒川水系が水資源開発促進法の指定河川となり、水資源開発公団（現・独立行政法人水資源機構）が総合的な水資源開発を行った。この頃、隅田川の水質汚濁が深刻化。メタンガスの沸き出る河川となり、早慶レガッタまでもが中止となった。
水質汚濁を改善すべく、1968年（昭和43年）から利根大堰による導水で、上水道供給と水質改善を図った。また上流部に滝沢ダム、浦山ダム、有間ダム、合角ダムを建設して、洪水調節や上水道を確保し、笹目橋上流に荒川第一調節池を建設して、増水時の洪水調節を行った。
1990年代以降は、公共事業再評価の議論がなされ、都幾川に建設予定だった大野ダムの建設が1995年（平成7年）に中止となり、大洞ダム再開発事業も、代替案と比較検討して事業を継続するかどうか検討されている。

### 荒川の洪水
荒川はその名前の通り「荒ぶる川」となり、過去幾度となく洪水による氾濫を繰り返してきた。古くは平安時代初期の天安2年（858年）、『三大実録』に「武蔵国水勞」という記述があり、また鎌倉時代初期の建仁元年（1201年）8月の暴風雨で、「下総国葛飾郡の海溢れて4,000人余が漂没す。｣と『吾妻鏡』に記されている。
ほかにも、慶長元年（1596年）には100年に1度といわれる大洪水、慶長19年（1614年）の「諸国出水」、元和3年（1617年）の入間川洪水、元禄元年（1688年）、弘化3年（1846年）に荒川洪水。
さらに、近代以降では、明治29年9月の洪水、過去最大と言われる明治43年の大水害、昭和22年・49年・57年にも洪水が発生。平成11年には熊谷水位観測所、治水橋水位観測所において観測開始以来、過去最高となる水位を観測。平成19年には三峰雨量観測所にて総雨量573 mmを記録、熊谷水位観測所では観測開始以来の最高水位を記録している。

### 将来の水害リスク
2010年代においても、荒川流域で大規模洪水が起きた場合、首都圏の広い地域に被害を及ぼす可能性は依然残っている。関東地方整備局のシミュレーションによると、大雨により赤羽駅近くの堤防が決壊したと想定すると、東京都と埼玉県内の約98平方 kmが浸水し、水は東京都心の丸の内や大手町などにも到達する。全国からポンプ車を集めても、排水には4週間かかる。このため国交省は、企業に事業継続計画（BCP）の策定を呼び掛けている。
高規格堤防整備事業が下流部で行われている。そのほか中流部では堤防の幅を拡幅するさいたま築堤事業が行われている。また、2018年からは荒川第二・第三調節池の整備事業が始まった。

## 水運
河口からの船舶は、秋ヶ瀬取水堰下流にある秋ヶ瀬橋までの約34 kmを遡上できる。河口から約32 km遡った幸魂大橋上流側右岸、埼玉県和光市新倉には桟橋があり、東京湾の製油所から小型のタンカーが運航されていた。桟橋で下ろされた石油類は、パイプラインによって埼玉県朝霞市のジャパンエナジー朝霞油槽所まで運ばれていた。日本では少なくなった海岸と内陸県を結ぶ河川舟運であった。
かつて幸魂大橋下流側右岸にあったエクソンモービル北東京油槽所の桟橋は、同油槽所が廃止されたため、2007年3月までに撤去された。

## 自然

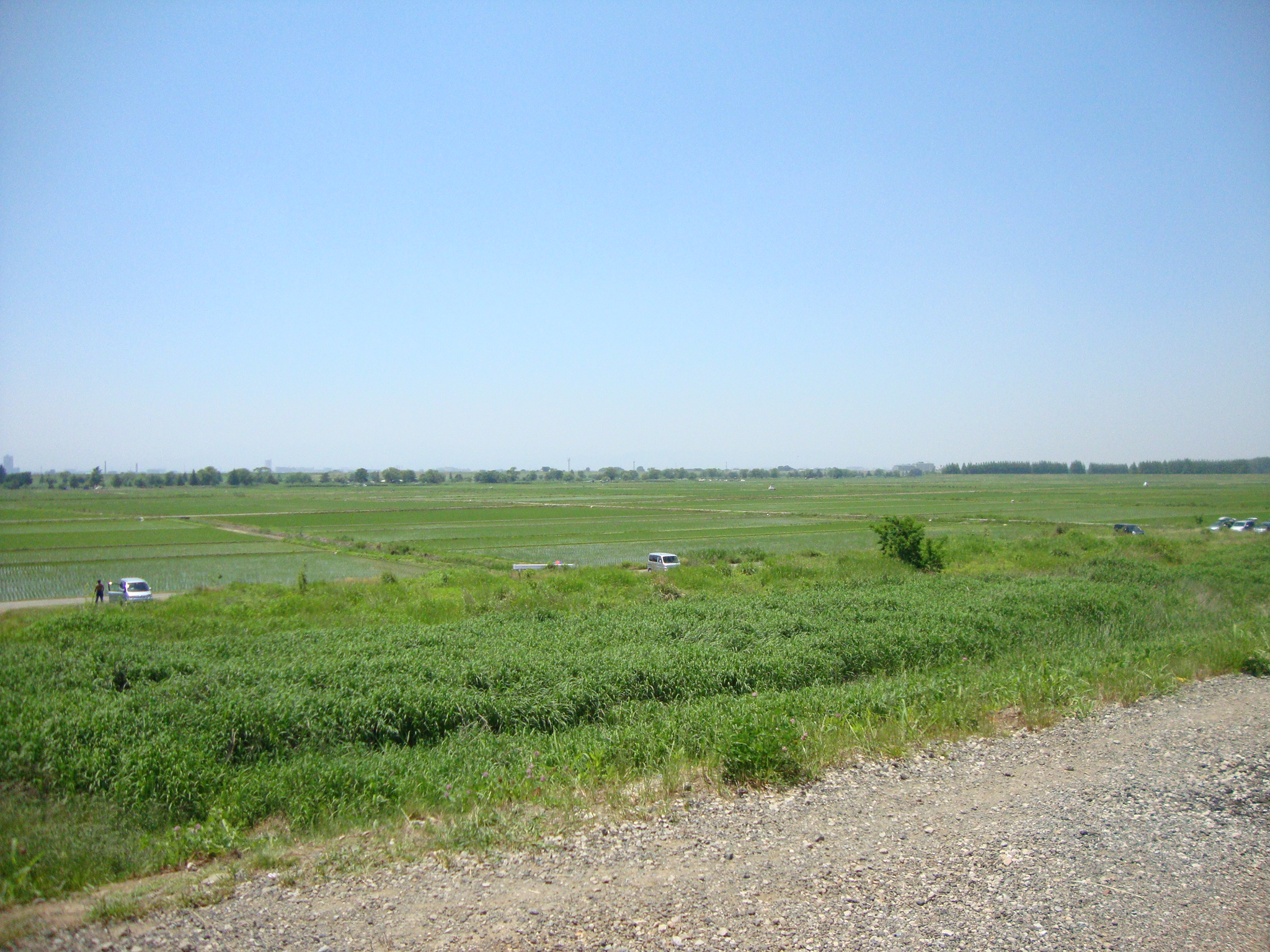
埼玉県さいたま市内の荒川左岸の河川敷。付近の河川敷の幅は2 km弱に及ぶ。

荒川の中下流域には農耕地が広がり、20世紀には東京通勤圏となって住宅開発が進んだ。そのため、幅広い荒川河川敷が自然を残す回廊として生態系にとって重要になっている。中下流沿いに見られるコウモリ類以外の哺乳類にはアズマモグラ・ハタネズミ、アカネズミ・ジネズミ・カヤネズミ・ノウサギ、タヌキ、キツネ、イタチがいる。このうちネズミ類とモグラは川沿いに限らず周りの平地に普通に生息するが、周囲の木立や草原の減少で住み処を追われた他の哺乳類にとって荒川沿いの自然は貴重である。ネズミでも、カヤネズミの生息地は河川敷の一部に狭まっている。

## 堤外地の集落
荒川の中流域は、洪水時に遊水地としての役割を果たすために堤外地が広くとられている。最も広いのは糠田橋付近で、約2,500 mに達する。そのため、河川改修によって堤外地に多数の集落が取り残された。これらの集落は堤外地になったことによってさらに水害の被害が増したため、2005年に握津集落（川越市）が集団移転するなど、徐々に堤内地への移転が進んだ。移転に際して国からの補償があったが、予算の不足から一挙に補償を行うことができなかったため、補償を待てずに自費で移転した世帯もあった。しかし、先祖から受け継いだ土地から離れることは容易なことではなく、付近に農地を持つ住民にとっては尚更である。そのため、危険を冒して堤外地に住み続ける住民や、堤外地であることは変わらないが、横堤上に移住した住民もいる。明秋集落・古名新田集落（吉見町・鴻巣市）では、2020年時点でも横提上に列状の集落を形成している。それ以外の集落は、既に住民がいないか、わずかしかおらず集落としての機能を失っている。

## 流域の自治体
※郡の場合は括弧内が自治体名。さいたま市の括弧内は行政区名。
埼玉県
秩父市、秩父郡（皆野町、長瀞町）、大里郡（寄居町）、深谷市、熊谷市、比企郡（吉見町、川島町）、鴻巣市、北本市、桶川市、上尾市、川越市、富士見市、志木市、さいたま市（西区、桜区、南区）、朝霞市、和光市、戸田市、川口市
東京都
板橋区、北区、足立区、墨田区、葛飾区、江戸川区、江東区

## 支流
- 入川
- 滝川
- 大洞川
- 中津川
- 大血川
- 谷津川
- 安谷川
- 浦山川
- 横瀬川
- 赤平川
- 日野沢川
- 三沢川
- 風布川
- 新吉野川
- 吉野川
- 和田吉野川
- 武蔵水路
- 足立北部排水路
- 石田川
- 市野川
- 江川
- 上尾中堀川
- 入間川
- 滝沼川 - 準用河川。

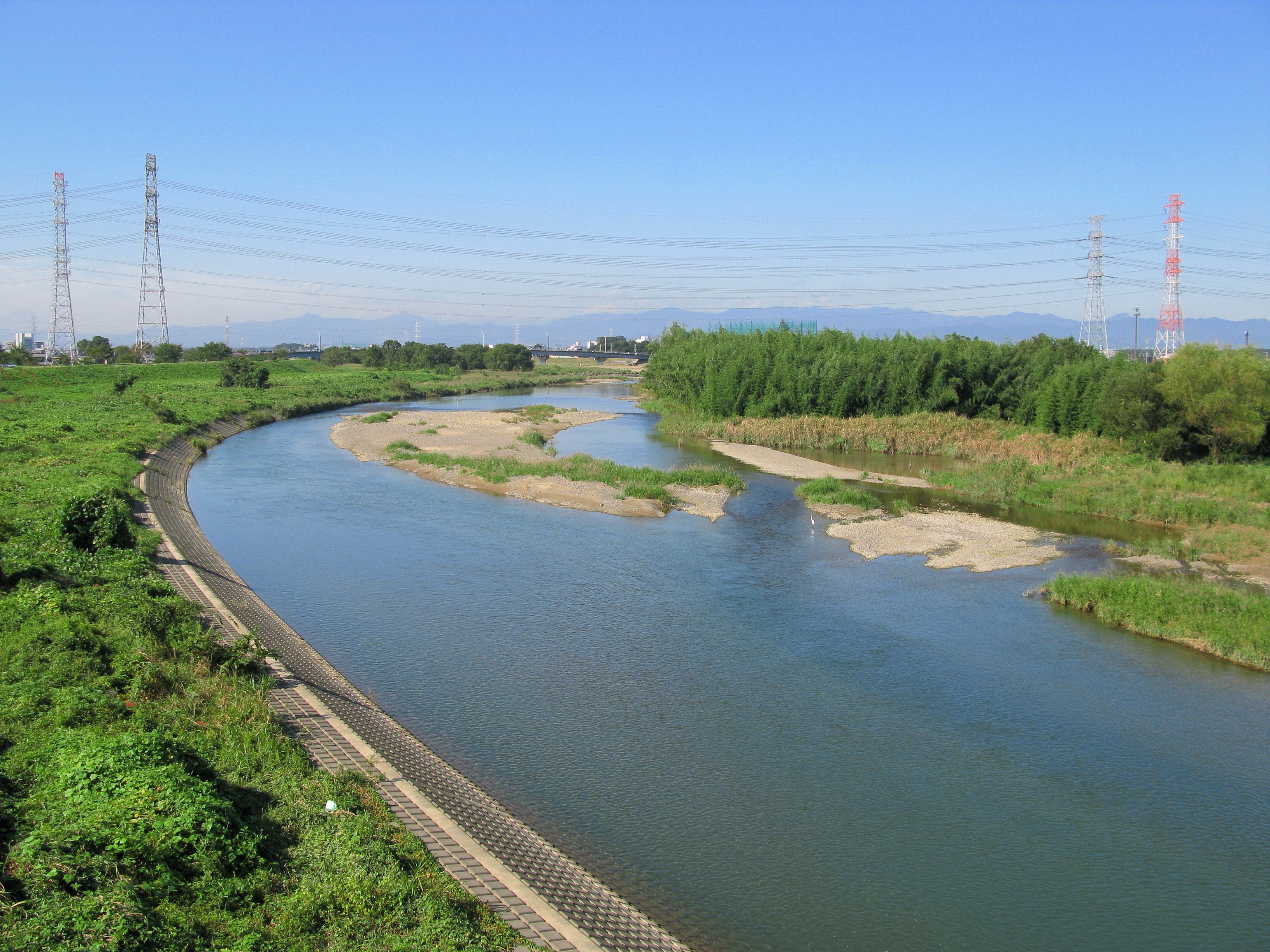
荒川水系の支流で最も流路延長が長い入間川

- 荒川連絡水道専用水路（見沼台用水からの連絡水路）
- びん沼川 （荒川の旧河道）
- 鴨川
- 朝霞水路
- 笹目川
- 菖蒲川
- 綾瀬川・芝川等浄化導水路
- 隅田川（荒川から分流。もとは荒川）
- 新河岸川（隅田川に合流している）
- 芝川
- 中川 - 法令上として荒川とは合流せず、並走する形で東京湾に至っている[10]。

## 河川施設
上流部には二瀬ダム（秩父湖）などの人造湖が多くあり、首都圏の水がめの一端を担っている。また、利根川水系のダム湖で蓄えられた水は埼玉県行田市の利根大堰から武蔵水路を経て荒川に落ち、荒川水系の水も加えて同志木市の秋ヶ瀬取水堰で取水され、朝霞水路を通って水資源機構利根導水総合管理所秋ヶ瀬管理所の沈砂池および接合井を経て、東京都水道局の朝霞浄水場と三園浄水場に導水される。埼玉県のみならず、東京都でも広い範囲で水道水の水源となっていて、都の水源の約80 %が利根川水系及び荒川水系で、残りの約20 %が多摩川水系である。

### 治水利水施設
- 二瀬ダム
- 秋ヶ瀬取水堰
- 六堰頭首工
- 荒川調節池（第一から第五調節池まで建設予定）
  - 荒川第一調整池（彩湖）
- 荒川放水路
- 岩淵水門
- 滝沢ダム
- 大洞ダム
- 浦山ダム
- 合角ダム
- 有間ダム
- 間瀬ダム

### 水力発電施設
- 玉淀ダム

## 橋梁

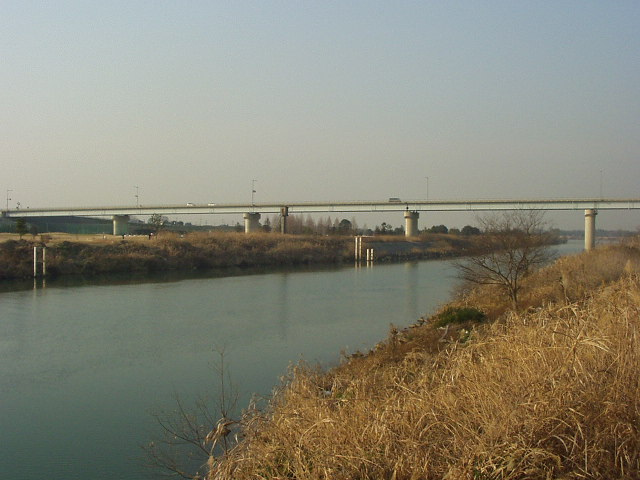
治水橋（埼玉県さいたま市）

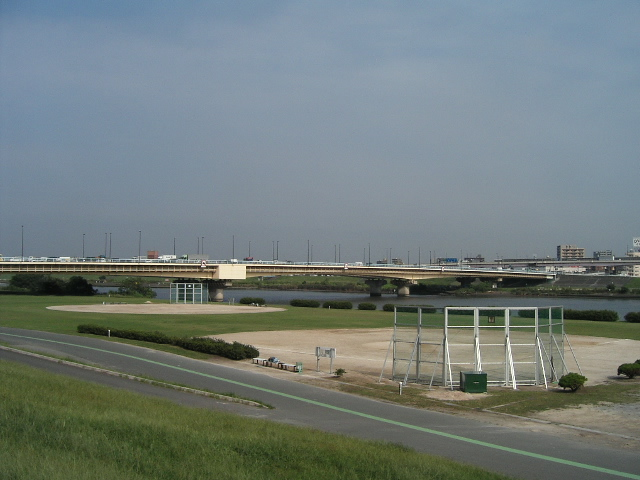
千住新橋（国道4号）

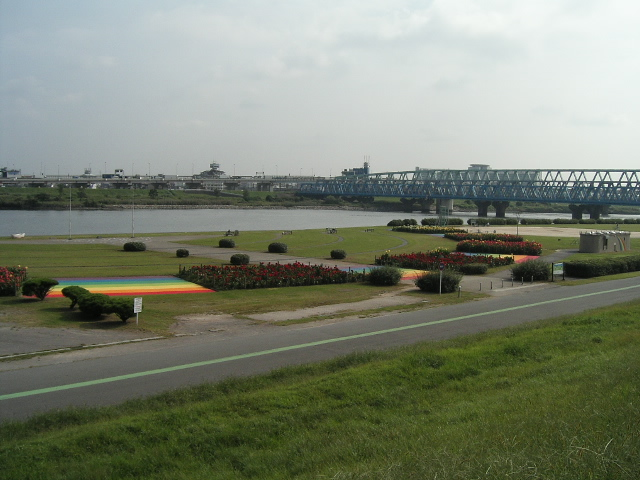
鉄橋（千代田線、常磐線、つくばエクスプレス線）

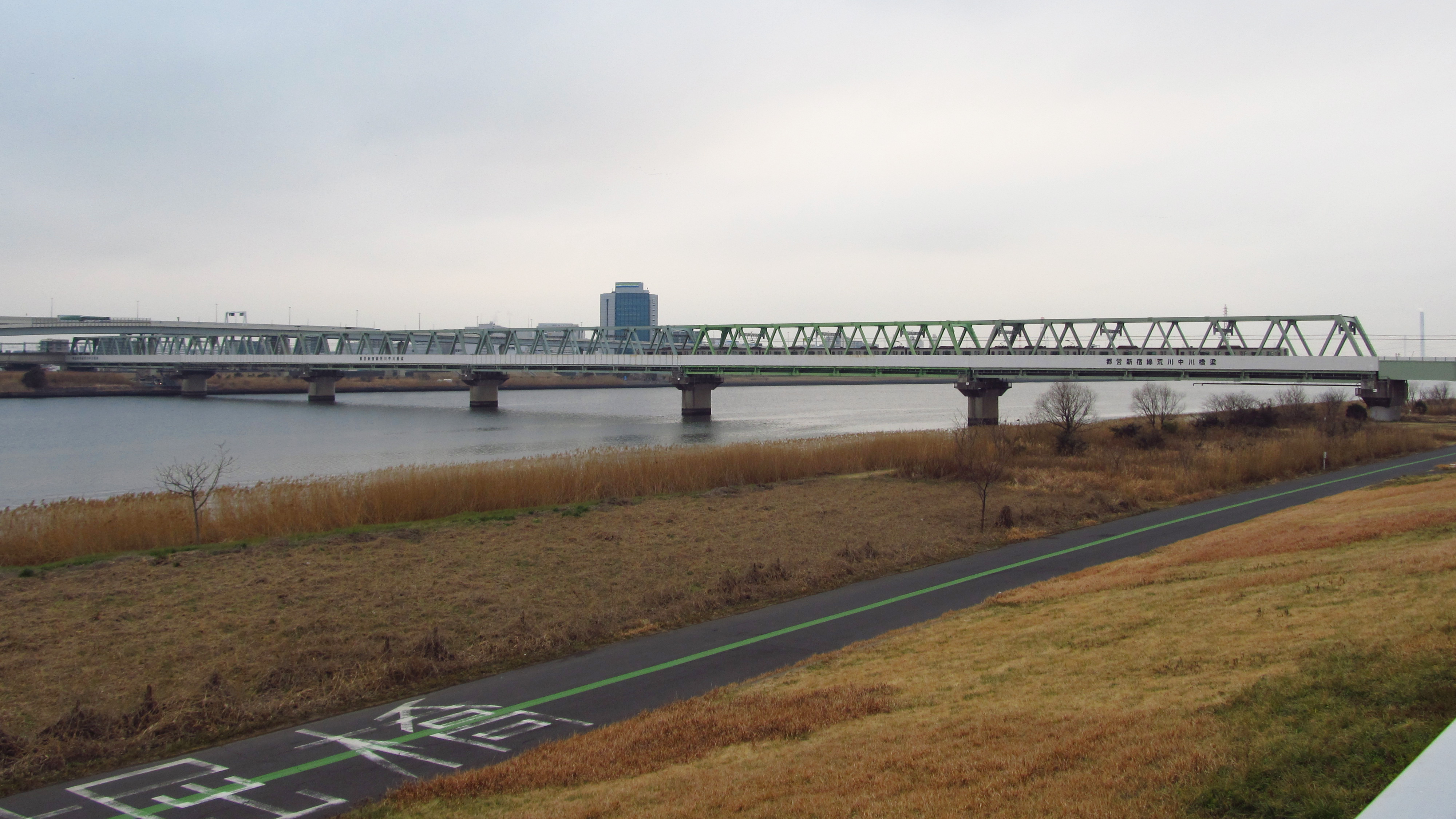
鉄橋（都営地下鉄新宿線）

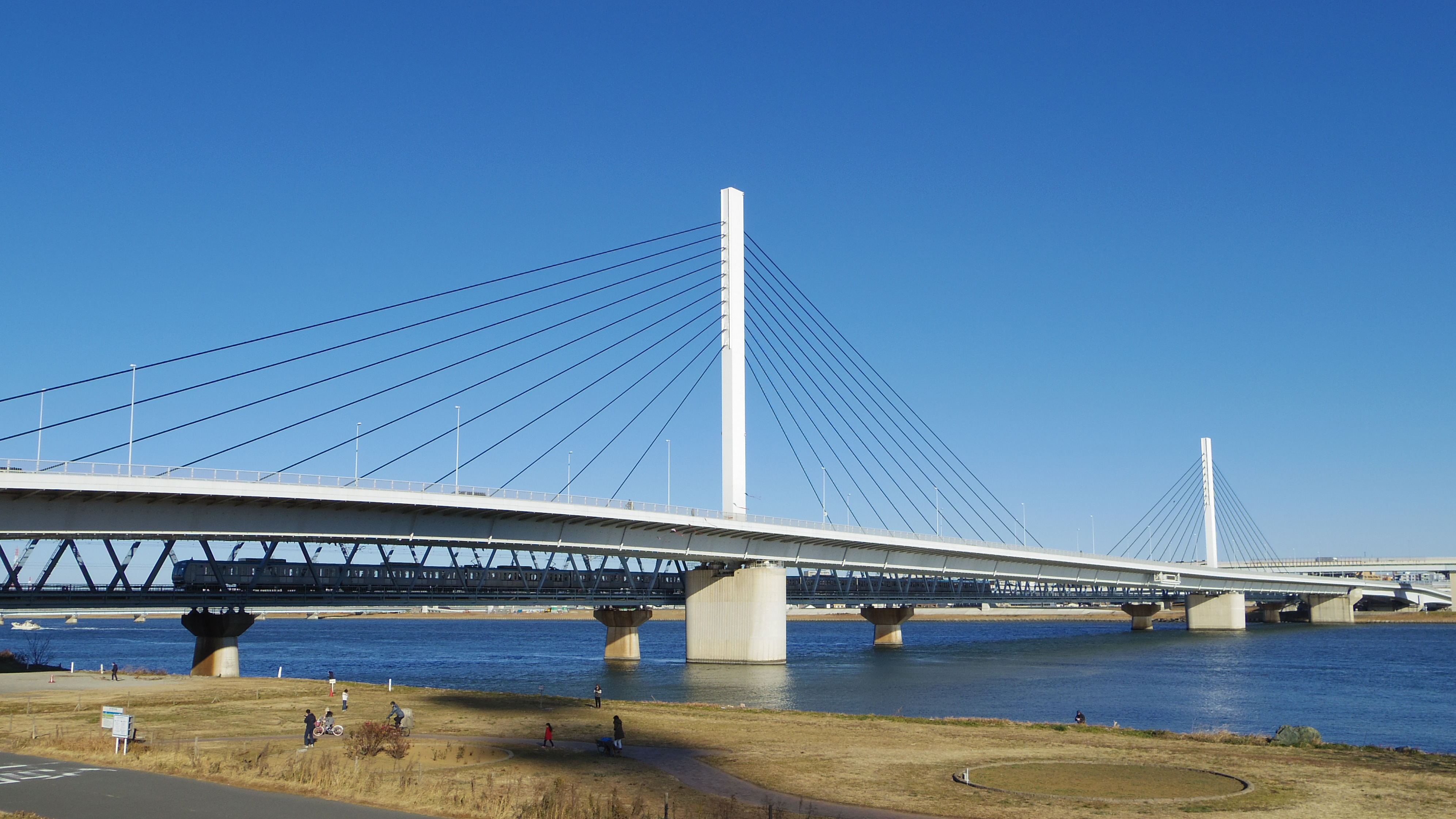
清砂大橋（すぐ奥に見えるのが東京メトロ東西線の荒川中川橋梁)

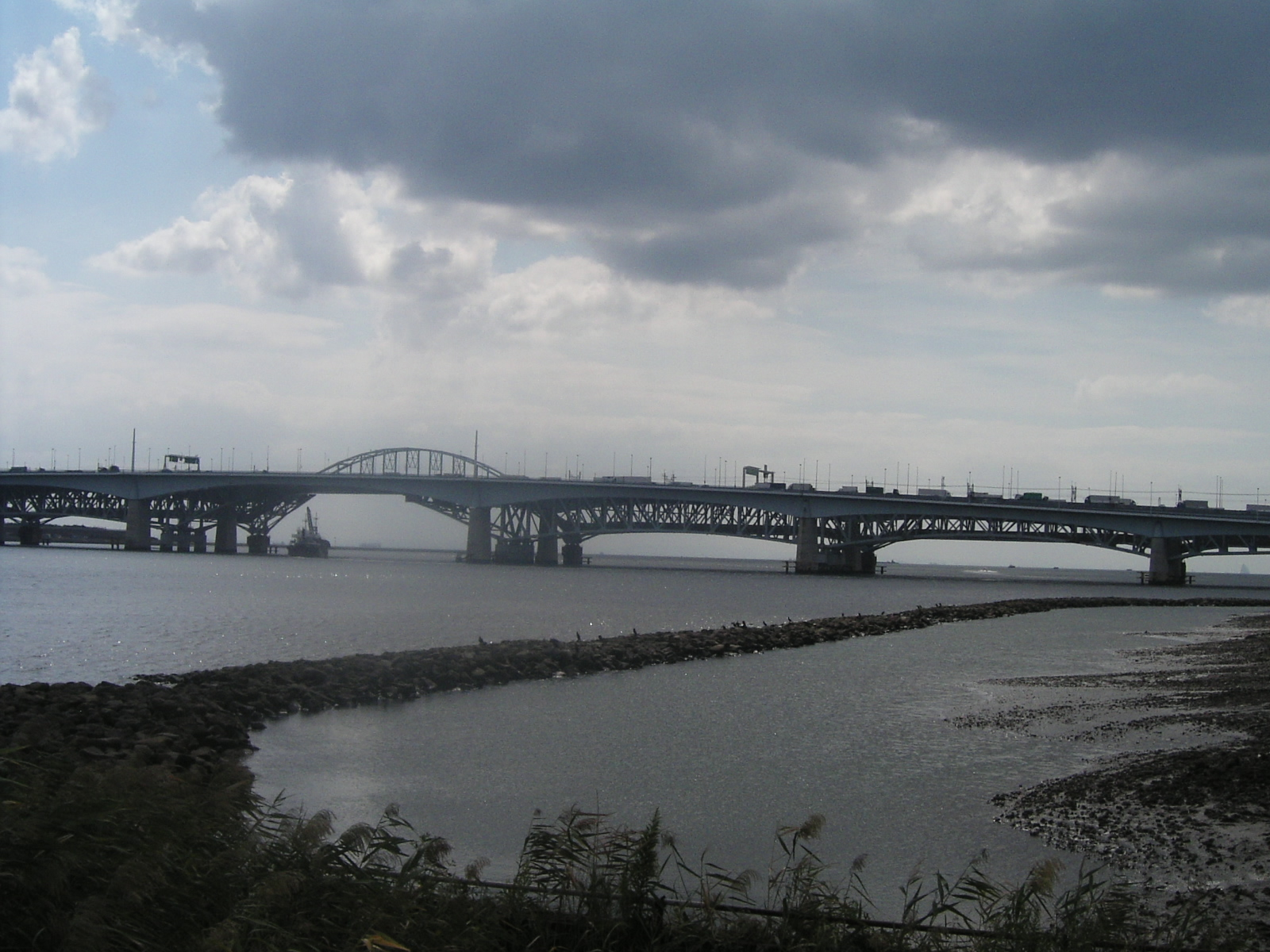
荒川河口橋

荒川は特に中流域において河川敷を広く取っているため、河川の規模の割に長大な橋が数多く架けられ、道路橋では上江橋を始め、船堀橋・幸魂大橋・押切橋・清砂大橋・熊谷大橋・秋ヶ瀬橋・大芦橋が橋長1 kmを超えている。
橋種は中流域を中心に桁橋が多く、下流域の橋は不同沈下に対処するためにゲルバー桁が多用されている。近年は五色桜大橋など景観に配慮され架けられた橋もある。
上流側より示す。
- 秩父湖橋 - 人道橋
- 秩父湖大橋（国道140号） - 桟道橋
- 三十槌橋
- 大滝橋
- 大中橋（秩父市道大滝127号[29]）
- 神岡橋（秩父市道大滝幹線8号[30]）
- 登竜橋（大輪三峰線歩道[31]） - 人道橋
- 上石橋（秩父市道大滝106号[29]）
- 大血川橋（秩父市道大滝幹線4号[29]）
- 万年橋（秩父市道大滝幹線2号[29]）
- 白川橋（埼玉県道210号中津川三峰口停車場線）
- 平和橋（秩父市道荒川幹線5号[29]）
- 荒川橋（国道140号）
- 日野鷺橋（埼玉県道72号秩父荒川線）
- 久那橋（秩父市道幹線12号[29]）
- 柳大橋（秩父市道幹線74号[29]）
- 巴川橋（埼玉県道209号小鹿野影森停車場線）
- 櫻橋（秩父市道中央625号線[29]）
- 佐久良橋（秩父市道幹線51号線[30]）
- 秩父公園橋（埼玉県道208号秩父停車場秩父公園線）
- 武之鼻橋（秩父市道幹線1号[29]）
- 秩父橋（国道299号）
- 和銅大橋（秩父市道幹線8号[29]〈招木古墳通り〉）
- 秩父やまなみ大橋（国道140号皆野秩父バイパス）
- 新皆野橋（国道140号皆野秩父バイパスランプ線）
- 皆野橋（埼玉県道43号皆野荒川線）
- 栗谷瀬橋（埼玉県道37号皆野両神荒川線）
- 親鼻橋（国道140号）
- 荒川橋梁（秩父鉄道秩父本線）
- 金石水管橋（長瀞町道幹線26号[32]） - 水道・道路併用橋
- 高砂橋（埼玉県道287号長瀞児玉線）
- 白鳥橋（埼玉県道201号岩田樋口停車場線）
- 葉暮橋（国道140号） - 桟道橋
- 寄居橋（埼玉県道82号長瀞玉淀自然公園線）
- 末野大橋（皆野寄居有料道路）
- 折原橋[33]（埼玉県道349号広木折原線）
- 荒川橋梁（JR東日本八高線）
- 正喜橋（埼玉県道30号飯能寄居線）
- 荒川橋梁（東武鉄道東上本線）
- 玉淀大橋（国道254号）
- 花園橋（花園大橋）（埼玉県道296号菅谷寄居線）（これより上流は埼玉県、下流は国土交通省が管理[34]）
- 荒川橋（関越自動車道）
- 重忠橋（深谷市道幹46号[35]）
- 荒川第二水管橋 - 水管橋
- 植松橋（埼玉県道69号深谷嵐山線）
- 押切橋（埼玉県道47号深谷東松山線）
- 熊谷大橋（熊谷橋）（埼玉県道385号武蔵丘陵森林公園広瀬線〈熊谷東松山道路〉）
- 荒川大橋/新荒川大橋（国道407号）
- 久下橋（埼玉県道257号冑山熊谷線）
- 大芦橋（埼玉県道66号行田東松山線）
- 荒川水管橋 - 水管橋
- 糠田橋（埼玉県道76号鴻巣川島線）
- 滝馬室橋（鴻巣市道D-19号線[36]）
- 御成橋（埼玉県道27号東松山鴻巣線）
- 原馬室橋（鴻巣市道D-130号線[36]）
- 高尾橋（北本市道107号線[36]）
- 荒井橋（埼玉県道33号東松山桶川線）
- 圏央道荒川橋（首都圏中央連絡自動車道）
- 太郎右衛門橋（埼玉県道12号川越栗橋線）
- 樋詰橋（桶川市道18号線[36]）
- 西野橋（上尾市道10156号線[36]）
- 開平橋（埼玉県道51号川越上尾線）
- 新上江橋（国道16号外回り）
- 上江橋（国道16号内回り）
- 荒川橋梁（JR東日本川越線）
- 治水橋（埼玉県道56号さいたまふじみ野所沢線）
- 羽根倉橋（国道463号〈浦和所沢バイパス〉）
- 秋ヶ瀬橋（埼玉県道40号さいたま東村山線）
- 荒川橋梁（JR東日本武蔵野線）
- 幸魂大橋（国道298号、東京外環自動車道）
- 笹目橋（国道17号〈新大宮バイパス〉、首都高速5号池袋線）
- 戸田橋（国道17号〈中山道〉）
- 荒川橋梁（JR東日本東北新幹線）
- 荒川橋梁（JR東日本東北本線〈埼京線〉）
- 荒川橋梁（JR東日本東北本線〈宇都宮線・高崎線・京浜東北線〉）
- 新荒川大橋（国道122号〈岩槻街道〉）
- 鹿浜橋（東京都道318号環状七号線〈環七通り〉） - 水道・道路併用橋
- 五色桜大橋（首都高速中央環状線）
- 江北橋（東京都道307号王子金町江戸川線）
- 扇大橋（東京都道58号台東川口線〈尾久橋通り〉）
- 荒川橋梁（東京都交通局日暮里・舎人ライナー）
- 西新井橋（東京都道461号吾妻橋伊興町線〈尾竹橋通り〉）
- 千住新橋（国道4号〈日光街道〉）
- 荒川橋梁（東京メトロ千代田線）
- 荒川橋梁（JR東日本常磐線）
- 荒川橋梁（首都圏新都市鉄道つくばエクスプレス線）
- 荒川放水路橋梁（東武鉄道伊勢崎線）
- 荒川橋梁（京成電鉄本線）
- 堀切橋（東京都道314号言問大谷田線）
- 新荒川橋[37]（首都高速6号向島線）
- 四ツ木橋（国道6号〈水戸街道〉）
- 新四ツ木橋（国道6号）
- 荒川橋梁（京成電鉄押上線）
- 木根川橋（東京都道449号新荒川堤防線）
- 平井大橋（東京都道315号御徒町小岩線〈蔵前橋通り〉）
- 荒川放水路橋梁（JR東日本総武本線）
- 小松川大橋、新小松川大橋（国道14号〈京葉道路〉）
- 荒川大橋（首都高速7号小松川線）
- 船堀橋（東京都道50号東京市川線〈新大橋通り〉）
- 荒川橋梁（都営地下鉄新宿線）
- 葛西橋（東京都道10号東京浦安線〈葛西橋通り〉）
- 荒川中川橋梁（東京メトロ東西線）
- 清砂大橋（放射第16号線）
- 荒川河口橋（国道357号 東京湾岸道路）、荒川湾岸橋（首都高速湾岸線）
- 荒川橋梁（JR東日本京葉線）

## 荒川舟運

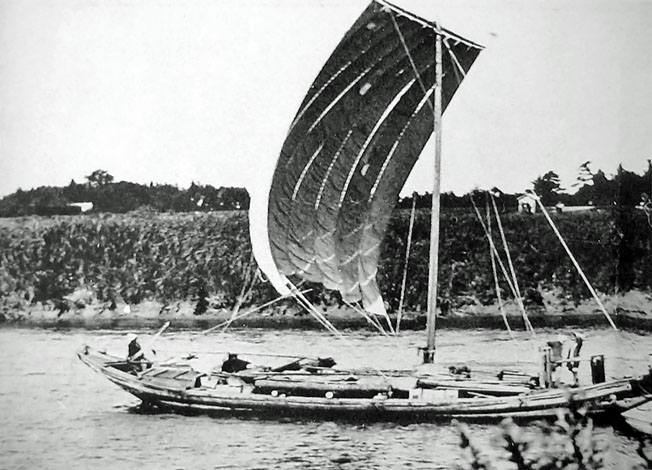
川田谷付近を行く荒川の帆舟（大正期）

### 河岸場
荒川流域には32箇所を数える河岸が存在した。
- 荒川（末野）
- 子持瀬
- 荒川
- 荒川（押切）
- 久下
- 天水
- 新川
- 玉作
- 大芦
- 小八ツ林
- 五反田
- 御代地
- 糠田
- 御成
- 高尾
- 荒井
- 石戸
- 鳥羽井
- 太郎右衛門
- 畔吉
- 平方：輸入・輸出量最大の河岸（明治時代）
- 老袋
- 下河原
- 飯田
- 羽根倉
- 道場
- 道満
- 芝宮
- 早瀬
- 戸田：河岸坪数最大の河岸（明治時代）
- 竹屋
- 川口

### 渡船場

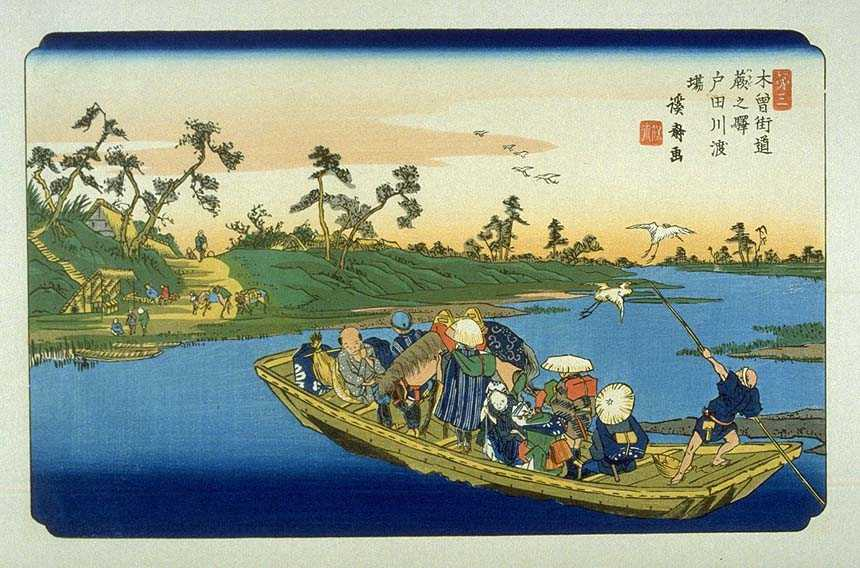
木曾街道 蕨之驛 戸田川渡場

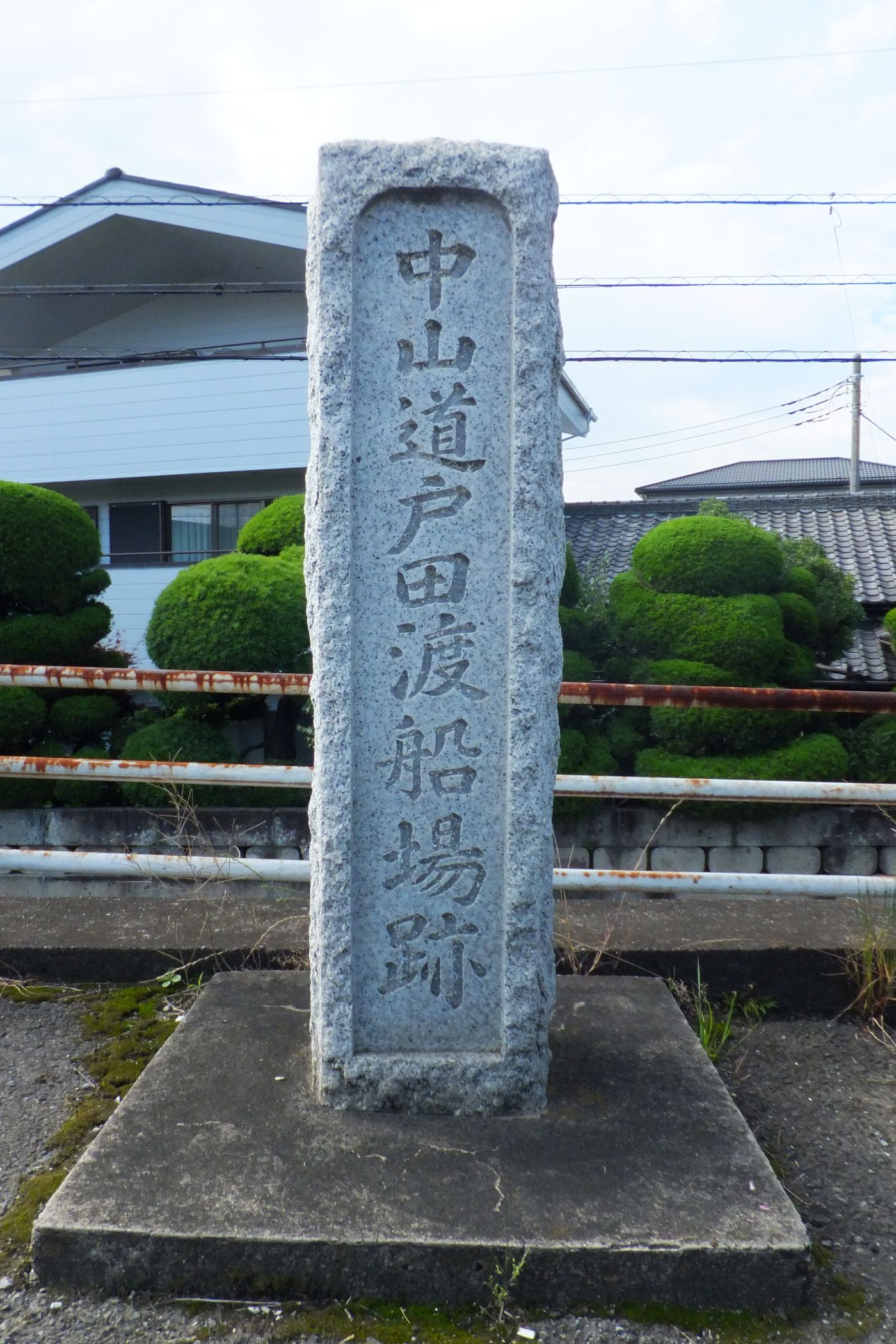
戸田渡船場跡の碑

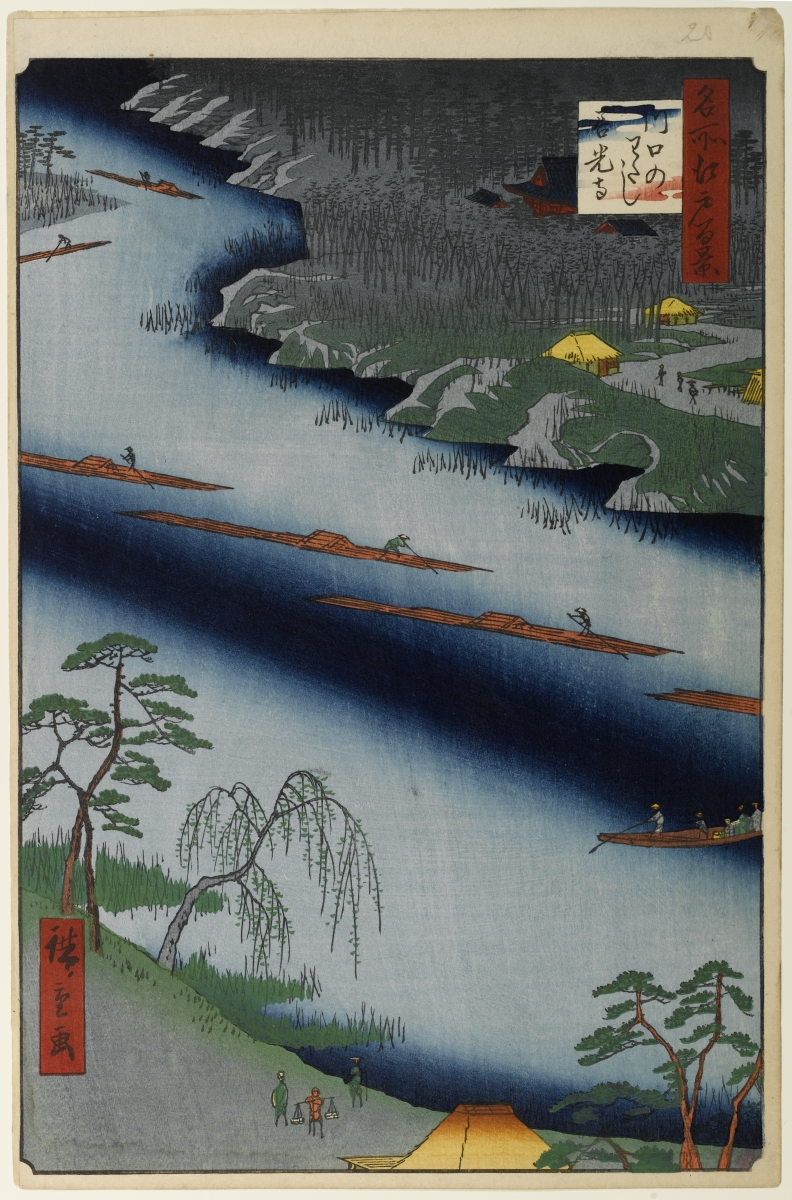
名所江戸百景『川口のわたし善光寺』

荒川流域には68箇所を数える渡船場が存在した。重要な交通路に設けられた官渡と称する公で管理された渡船場の他、地元住民の便を図った私設の渡船場があった。冬季の渇水期には仮橋を架ける所もあった。上記の河岸場を併設していた場合も多い。
これらの渡船場は、橋梁の架設に伴い1981年（昭和56年）に廃止された金石の渡しを最後に、公道としての渡船場は全て姿を消した。渡船場跡は河川改修や護岸工事で遺構はもちろん、痕跡さえも消滅しつつある。
現在では河川敷ゴルフ場におけるゴルファーが、対岸のコースへアクセスする専用の渡船場が存在する。
- 栃の木坂の渡し - 現在の白川橋付近。「八幡坂の渡し」とも称する。
- 日野・鷺ノ巣の渡し - 現在の日野鷲橋付近
- 草塚の渡し
- 渡し（無名の渡し場） - 現在の久那橋付近
- 柳の渡し - 現在の柳大橋付近。「柏木瀬の渡し」とも称する。
- 蛤の渡し
- 桜の渡し - 現在の櫻橋・佐久良橋付近
- 竹の鼻の渡し - 現在の武之鼻橋付近
- 簗場の渡し - 現在の秩父橋付近
- 招木の渡し - 現在の和銅大橋付近
- 大浜の渡し - 現在の皆野橋付近
- 中の渡し
- 栗谷瀬の渡し - 現在の栗谷瀬橋付近
- 親鼻の渡し - 現在の親鼻橋付近
- 金石の渡し - 現在の金石水管橋付近
- 袋の渡し - 現在の高砂橋付近
- 羽風の渡し
- 三ヶ瀬の渡し
- 金尾の渡し - 玉淀ダムにより水没
- 日山の渡し - 現在の折原橋付近
- 子持瀬の渡し
- 中渡し - 現在の正喜橋付近
- 樋の下の渡し - 東武東上本線荒川橋梁付近
- 小園の渡し
- 赤浜の渡し - 現在の花園橋付近
- 黒田の渡し
- 瀧の渡し - 現在の六堰（重忠橋）付近
- 植松の渡し（官渡） - 現在の植松橋付近
- 坂下の渡し
- 押切の渡し - 現在の押切橋付近
- 樋春の渡し - 現在の熊谷大橋付近。「おりっとの渡し」とも称する。
- 村岡の渡し - 現在の荒川大橋付近
- 手島の渡し
- 久下の渡し - 現在の久下橋付近
- 上分の渡し
- 天水の渡し
- 大芦の渡し（官渡） - 現在の大芦橋付近
- 五反田の渡し
- 荒久の渡し
- 糠田の渡し - 現在の糠田橋付近
- 御成河岸の渡し（官渡） - 旧流路（現、旧荒川）、現在の御成橋付近
- 高尾の渡し - 現在の高尾橋付近
- 荒井の渡し - 現在の荒井橋付近
- 石戸の渡し
- 中船戸の渡し - 現在の荒川渡河橋付近
- 太郎右衛門の渡し - 現在の太郎右衛門橋付近
- 高畠の渡し - 旧流路（現、旧荒川）、現在の樋詰橋付近
- 畔吉の渡し
- 平方の渡し（官渡） - 現在の開平橋付近
- 老袋の渡し
- 倉根の渡し
- 精進場の渡し - 現在の江遠島上江橋（初代の上江橋）付近
- 千手堂の渡し - 現在の川越線荒川橋梁付近
- 馬宮の渡し - 新流路、現在の治水橋付近
- 船戸の渡し（官渡） - 旧流路（現、びん沼川）、現在の船戸橋（埼玉県道56号さいたまふじみ野所沢線）付近。「昼間の渡し」や「飯田の渡し」とも称する。
- 羽根倉の渡し - 現在の羽根倉橋付近
- 秋ヶ瀬の渡し - 現在の秋ヶ瀬橋付近
- 道満の渡し - 旧流路、彩湖・道満グリーンパーク内。「地蔵木の渡し」とも称する。
- 大野の渡し - 現在の幸魂大橋付近
- 芝宮の渡し
- 早瀬の渡し - 現在の笹目橋付近
- 戸田の渡し（官渡） - 現在の戸田橋付近
- 浮間の渡し - 旧流路（現、新河岸川）、現在の浮間橋付近
- 横曾根の渡し
- 川口の渡し（官渡） - 現在の新荒川大橋付近
- 中道の渡し - 現在の岩淵水門付近
- 梛の原の渡し
- 柳の渡し - 現在の芝川水門付近

- これより下流は隅田川の渡しを参照 -

### 現代
- 1990年代から2003年にかけて秋ヶ瀬橋・さくら草公園寄りに埼玉県による「秋ヶ瀬桟橋」が設置されており、2002年夏まで海洋商船株式会社による「荒川水上バス」がお台場海浜公園船着場まで運航されていた。同社の事業停止（実質上倒産）後、埼玉県負担で係留船一隻と桟橋の撤去を行っている。
- 東京都公園協会が「東京水辺ライン」と称して荒川・東京湾・隅田川で水上バスを運航[41]。
- 埼玉県の寄居町桜沢付近（東武東上線鉢形駅近く）の荒川は水難事故が多い事で知られる[42]。2009年から2018年8月までに13件の事故が発生、7人が死亡している[42]。

## 流域の観光地
- 奥秩父山塊（秩父多摩甲斐国立公園、埼玉県秩父市、秩父郡小鹿野町）
- 秩父ミューズパーク
- 長瀞渓谷（景勝地、埼玉県秩父郡長瀞町）
- 玉淀河原（景勝地、埼玉県大里郡寄居町）
- 埼玉県立川の博物館（埼玉県大里郡寄居町大字小園）：河川をテーマにした博物館。荒川を主にとりあげている。屋外に、荒川の源流から河口までの流れと本流沿いの地形を千分の一に縮小して表現した荒川大模型がある[43]。
- 熊谷桜堤（埼玉県熊谷市）
- 埼玉県道155号さいたま武蔵丘陵森林公園自転車道線（荒川サイクリングロード）
- さくら堤公園（埼玉県比企郡吉見町）
- ホンダエアポート（埼玉県比企郡川島町、桶川市）
- 榎本牧場（埼玉県上尾市）

- 秋ヶ瀬公園（埼玉県さいたま市桜区）

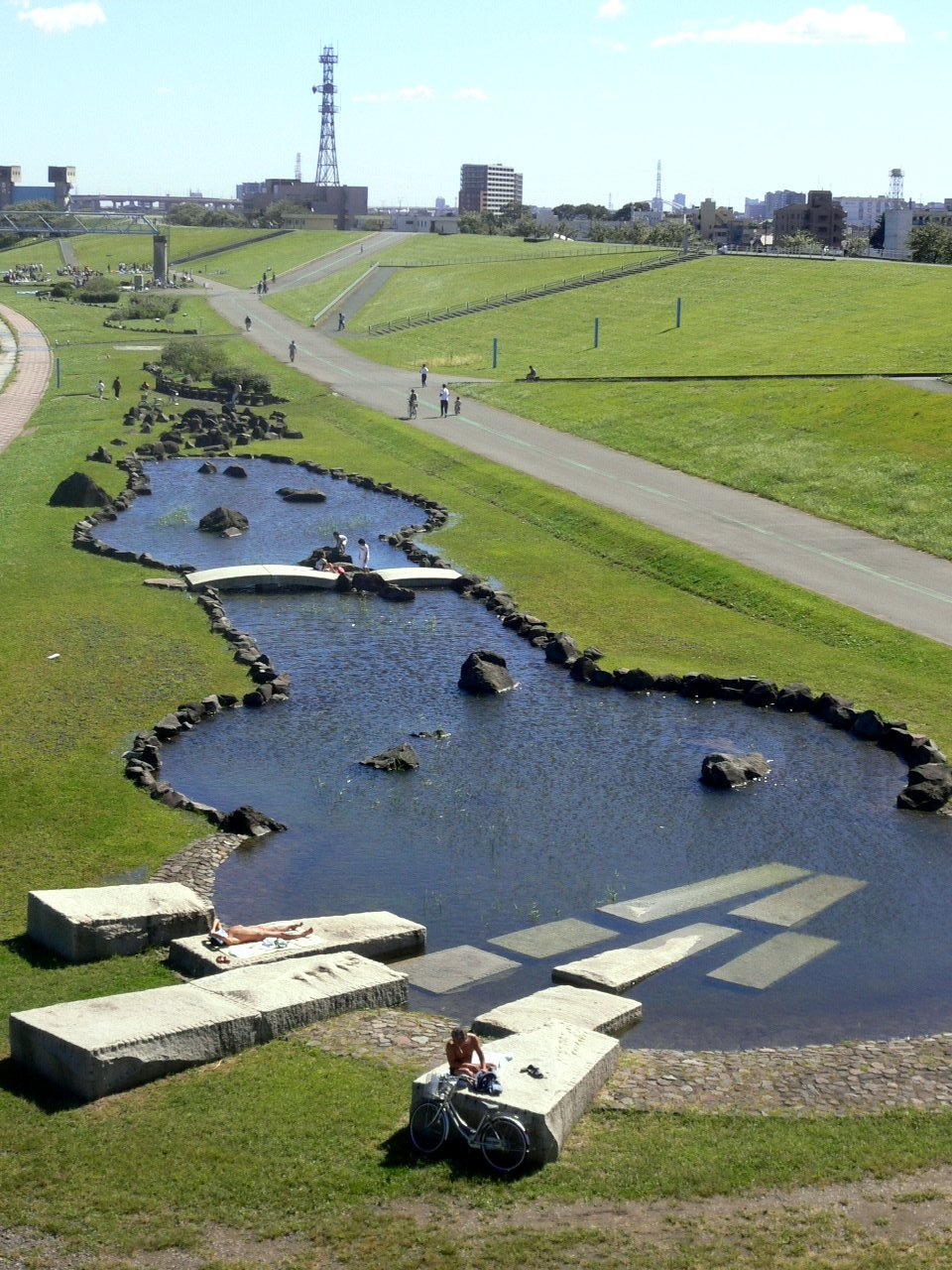
荒川岩淵関緑地（新荒川大橋より撮影）

- さくら草公園（同上） - 園内に田島ヶ原サクラソウ自生地がある。
- 荒川彩湖公園・彩湖自然学習センター（埼玉県戸田市）
- 彩湖・道満グリーンパーク（同上）
- 新荒川大橋緑地（東京都北区赤羽） - 桜と芝桜の名所
- 荒川岩淵関緑地（東京都北区岩淵町）
- 荒川知水資料館（東京都北区志茂） - 愛称「アモア」。隅田川との分岐点にある国土交通省荒川下流河川事務所に隣接。地理や生物、水害・治水などについて展示・紹介し、交流施設でもある[44]。
- 堀切菖蒲園（東京都葛飾区）
- 葛西臨海公園（東京都江戸川区）
- 若洲海浜公園（東京都江東区）
- 北区立荒川赤羽緑地 「荒川赤羽緑地・お花畑」で1990年手づくり郷土賞　（花と緑の手づくりふるさと）受賞[45]
- 足立区中央河川公園虹の広場　199年に手づくり郷土賞（施設部門）受賞[46]。

## あらかわ学会
1996年に設立されたNPO法人で、流域の自治体や研究者、団体が交流・研究する。